# Поясничные позвонки
Поясни́чные позвонки́ (лат. vertebrae lumbales) — пять нижних позвонков у человека с 20-го по 24-й, считая сверху. Поясничный отдел позвоночника соединяется ниже с крестцом (нижний поясничный позвонок L5 соединяется с верхним крестцовым позвонком S1), выше — с грудным отделом позвоночника (L1 соединяется с нижним грудным позвонком Th12).

## Особенности анатомии

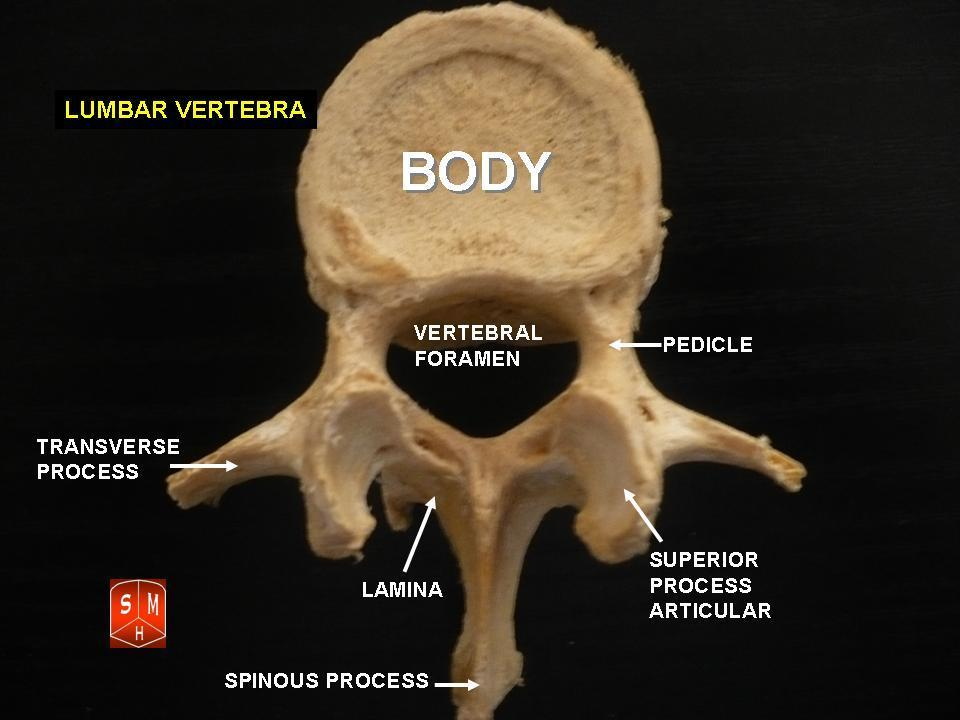
Поясничный позвонок

Тело поясничного позвонка больше в ширину, чем спереди назад. Ширина больше высоты.
От тела позвонка назад идёт дуга, замыкающая позвоночное отверстие и переходящая далее в остистый отросток. На плоскости дуги в обе стороны расположены поперечные отростки, которые являются рудиментами рёбер. У основания поперечных отростков поясничных позвонков заметен рудимент истинных поперечных отростков (processus accessorius), который при большой длине (4 мм) приобретает форму шила (processus styloideus). Авторы М. Г. Привес, Н. К. Лысенков, В. И. Бушкович замечают, что его не следует принимать за патологическое образование. На верхней и нижней гранях дуги расположены парные верхние и нижние суставные отростки. В четырёх верхних поясничных позвонках остистые отростки направлены прямо назад, суставные расположены сагиттально. Позвоночные отверстия, начиная со второго поясничного позвонка, постепенно сужаются, что связано с анатомией спинного мозга.
Тело пятого поясничного позвонка в направлении к остистому отростку имеет клиновидную форму, при этом оно наклонено вперед, так как крестцовая кость направлена назад, формируя кифоз. Суставные отростки размещены в полуфронтальной, полусагиттальной плоскостях.

## Функции
Поясничные позвонки образуют поясничный лордоз. Поясничный лордоз формируется во время освоения ребёнком положения стоя и ходьбы. На поясничный отдел позвоночника выпадает самая выраженная амортизирующая функция. К старости эта функция ослабляется.
Поясничные позвонки наиболее массивные и крупные во всём позвоночнике, с увеличением от первого поясничного к пятому, что объясняется максимальной нагрузкой на нижний отдел позвоночника. Позвонки грудного отдела и крестец малоподвижны, что требует от позвонков поясничного отдела повышенной подвижности. Пять поясничных позвонков человека и крестец образуют пять позвоночно-двигательных сегментов, что обеспечивает принципиальную возможность поворотов корпуса в стороны, движений корпуса в сагиттальной и фронтальной плоскости, а также комбинированные повороты и наклоны. Наличие сильных мышц поясницы помогает осуществлять движения даже с дополнительной нагрузкой.

## Патология

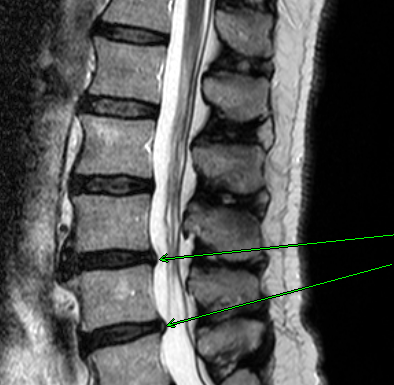
Протрузии межпозвоночных дисков L2-L3 и L3-L4 в дорсальном направлении (МРТ изображение)

Механическое смещение одного из поясничных позвонков, переохлаждение, локальная инфекция, опухоли, деградация тканей, могут привести к воспалительному процессу в позвоночно-двигательном сегменте, последующим мучительным болям, вынужденным положениям тела. Очень распространённой причиной патологии в поясничном отделе позвоночника является неверное распределение нагрузки на поясничный отдел позвоночника, когда дополнительный вес (а иногда и собственный вес) поднимаются с единственным рычагом в поясничном отделе позвоночника. Частым заболеванием в поясничном отделе позвоночника являются грыжи межпозвоночных дисков — выпячивания пульпозного ядра диска за пределы его фиброзного кольца. В 48 % случаев межпозвоночные грыжи локализуются на уровне L5-S1 пояснично-крестцового отдела, в 46 % случаев — на уровне L4-L5, и лишь в оставшихся 6 % случаев — между другими позвонками поясничного, шейного или грудного отделов позвоночника.

## Изображения

Поясничные позвонки в скелете человека, анимация.
Форма поясничных позвонков, анимация.
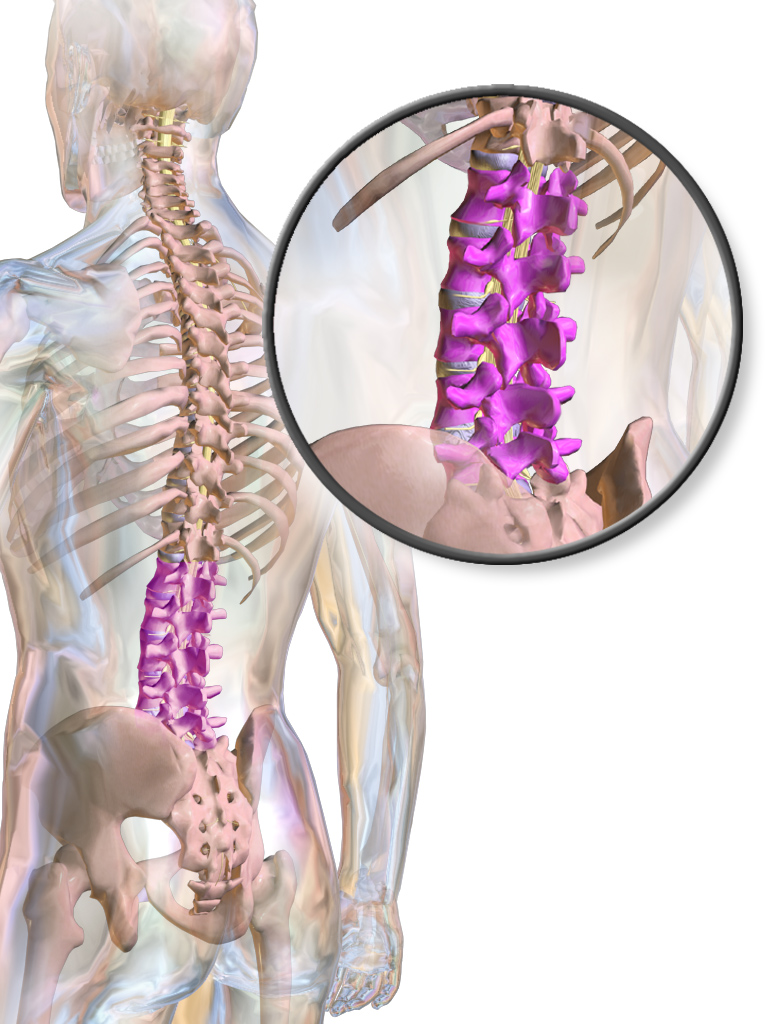
Поясничный отдел позвоночника в теле человека.
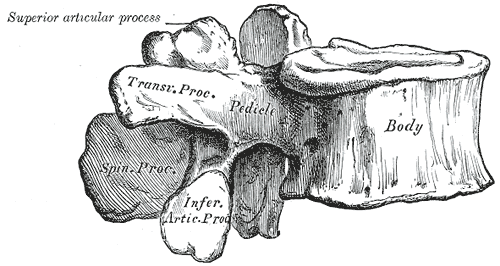
Поясничный позвонок, вид сбоку
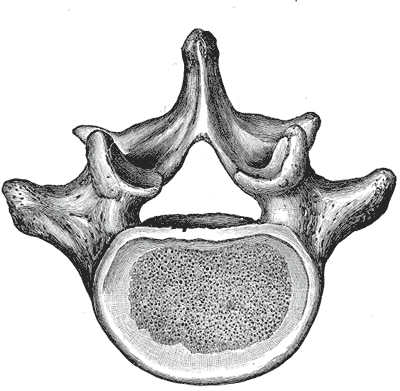
Позвонок L5, вид сверху